# Caroline Aar Jakobsen
Caroline Aar Jakobsen (født 27. december 1994 i Trondheim, Norge) er en norsk håndboldspiller, som spiller for Nykøbing Falster Håndboldklub.
Hun har tidligere spillet for Viking TIF og Tertnes HE, inden hun i 2018 skiftede til Byåsen, hvor hun var holdets anfører. Fra juli 2023 tørner ud for Nykøbing Falster Håndboldklub i den danske kvindehåndboldliga, hvor hun har skrevet en to-årig kontrakt.